# Arnošt Hofbauer
Arnošt Hofbauer (ur. 26 kwietnia 1869 w Pradze, zm. 11 stycznia 1944 tamże) – czeski malarz i grafik, tworzący w stylu secesji.
Studiował w Akademii Sztuk Pięknych w Pradze. Jego nauczycielami byli: Vojtěch Hynais, Maximilian Pirner i František Ženíšek. W 1897 roku wyjechał do Wiednia, gdzie utrzymywał się z malowania dekoracji teatralnych. Był członkiem i założycielem Towarzystwa Sztuk Plastycznych Mánes.

## Galeria

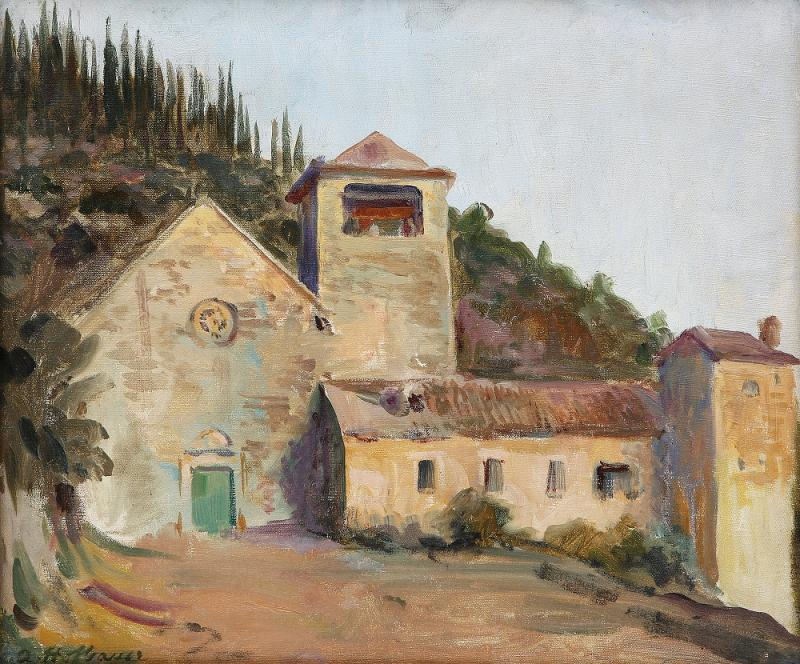
Opuszczony klasztor San Giacomo w Dubrowniku (1905)
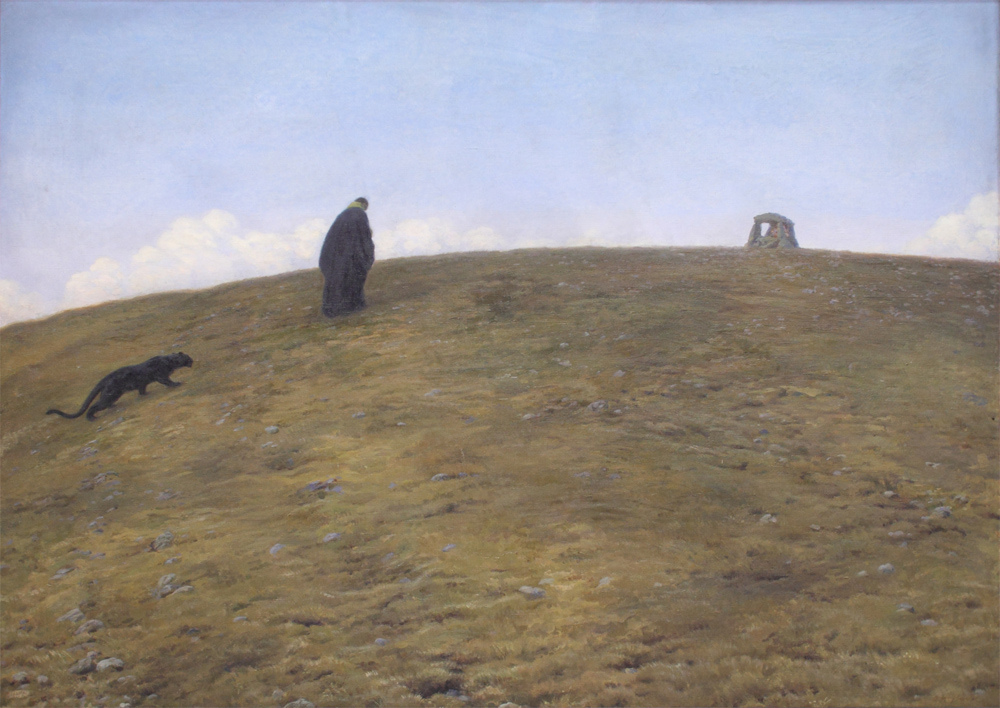
Wędrowiec (1905)
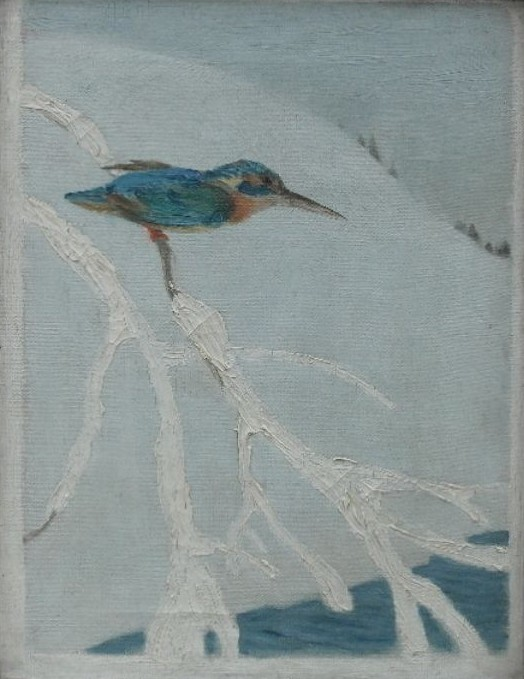
Ptaszek
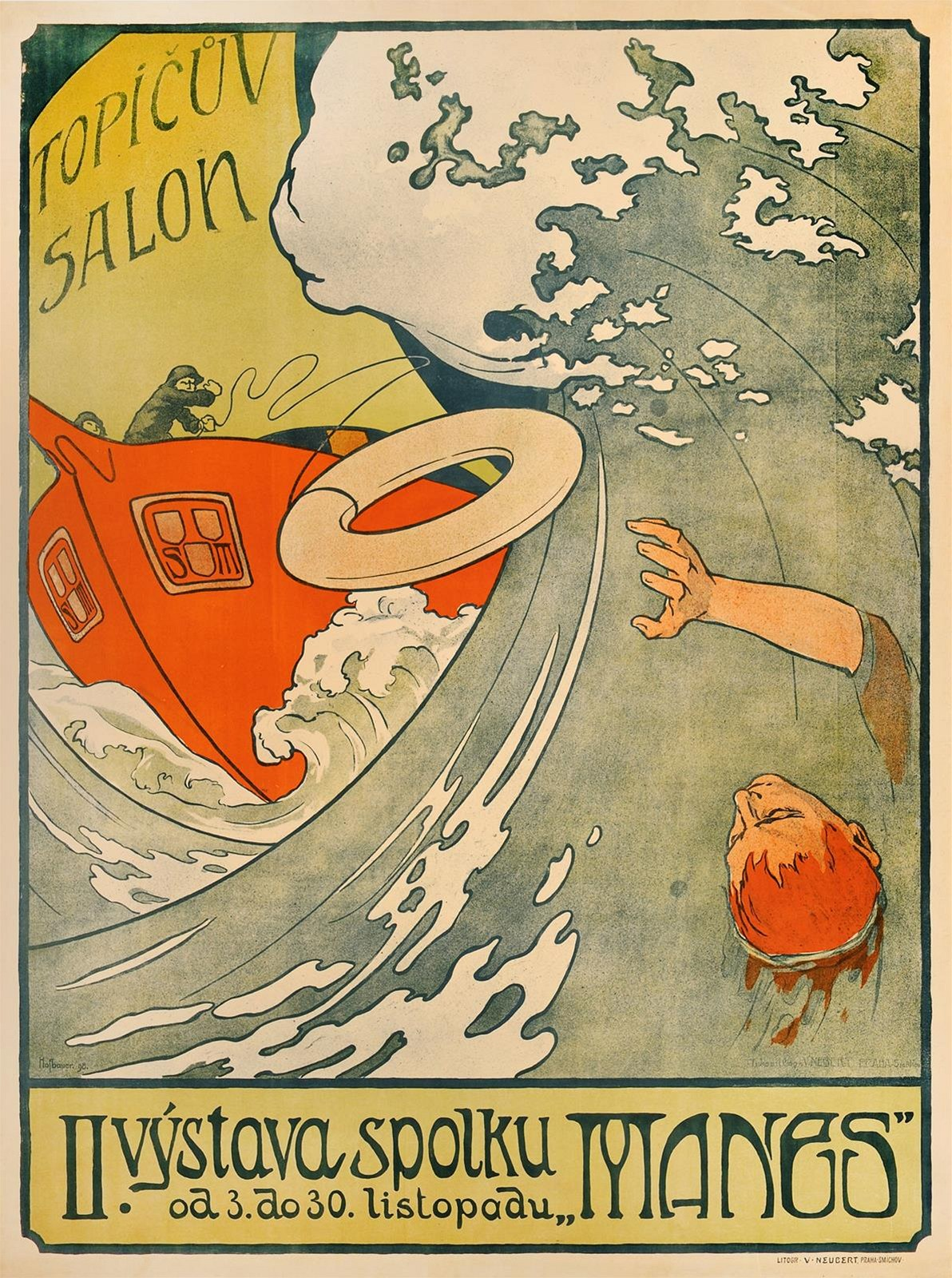
Wystawa spółki Manes (1898)